# إهناسيا
مركز إهناسيا هو من أهم مراكز محافظة بني سويف، وقد أنشئ المركز بقرار من وزارة الداخلية بتاريخ 1944/11/15م وكانت تسمى «إهناسيا المدينة»، وعدلت التسمية بالقرار الجمهوري رقم 1755 لسنة 1965م إلى: إهناسيا.
ويقع مركز إهناسيا في غرب مدينة بني سويف بمسافة تبلغ 17 كم تقريباً بالقرب من مدخل محافظة الفيوم، وحدوده الجغرافية هي:-
من الشرق: مركز بني سويف.
من الغرب: محافظة الفيوم.
من الشمال: مركز ناصر
من الجنوب: مركز سمسطا.
ويتكون مركز إهناسيا من مدينة إهناسيا و 5 وحدات محلية قروية تضم 31 قرية و 112 عزبة تابعة، يبلغ عدد سكان مركز إهناسيا: 295919 نسمة، موزعة كالآتي: حضر: 40853 نسمة وريف: 255066 نسمة.
كانت إهناسيا عاصمة مصر في عهد الأسرتين التاسعة والعاشرة لمدة تقارب قرنين من الزمان (2242 – 2452 ق.م)، وعرفت باسم أهنيس، ومنه اشتقت التسمية الحالية إهناسيا، وإلى إهناسيا تنتمي أسرة الفرعون شيشنق مؤسس الأسرة الثانية والعشرين، وتبلغ مساحة المنطقة الأثرية حوالي 390 فدانا، وهي تحتوي على العديد من بقايا المعابد التي عثر بها على مجموعة كبيرة من الآثار أهمها تمثالان من الكوارتز لرمسيس الثاني، وقد كانت مزاراً مهماً للسياح لمشاهدة الآثار إلا أنها وقعت ضحية الإهمال الحكومي، ويتميز مركز إهناسيا بالتجارة غير المشروعة للآثار مما جعل بعض الأفراد منها يتحكمون في العقارات الموجودة بالمركز، وبالتالي التحكم والغلو في إيجار هذه العقارات.
أعلام إهناسيا
٭شهاب الدين النويري صاحب كتاب نهاية الأرب.
- الدكتور محمد فتحي أمين محمد، دكتور في علم وراثة النباتات بجامعة الأزهر وليس معروفا لأهالي إهناسيا لأنه مقيم إقامة دائمة بالقاهرة وشهرته د. محمد التركي.

## تاريخ إهناسيا القديم
ترجع نشأة إهناسيا طبقا لمقدمة مخطوطة على حجر باليرمو الفرعون دن من الأسرة الأولى قد قام بزيارة موقع البحيرة المقدسة المنتسبة للإله حرشف في مدينة «نني سوت»، وهو اسم المدينة القديم. هذا يدل على وجود المدينة خلال وسط الأسرة المصرية الأولى نحو 2970 قبل الميلاد.
اشتهرت إهناسيا القديمة وكانت تسمى «نن - نسو» أو «ننسو» بالمصرية القديمة، وبالإغريقية هيراكونبولس ماجنا Herakleopolis Magna، وكانت مدينة ننسو تقع جنوب مدينة الفيوم بالقرب من إهناسيا المدينة الحالية. وترجع تسميتها «هيراكليوبولس» إلى المعبود الإغريقي هرقل والذي يعده الإغريق معادلا للإله المصري القديم حرشف، الذي زاد صيته بعد الدولة الحديثة في القرن 8 قبل الميلاد.
كانت إهناسيا في العهد الفرعوني عاصمة المقاطعة 20 في صعيد مصر. وكان يسكن فيها ملوك الفراعنة خلال أسرة مصرية تاسعة وأسرة مصرية عاشرة حتى هاجمها منتوحتب الثاني واستولى عليها.

### الآثار الفرعونية

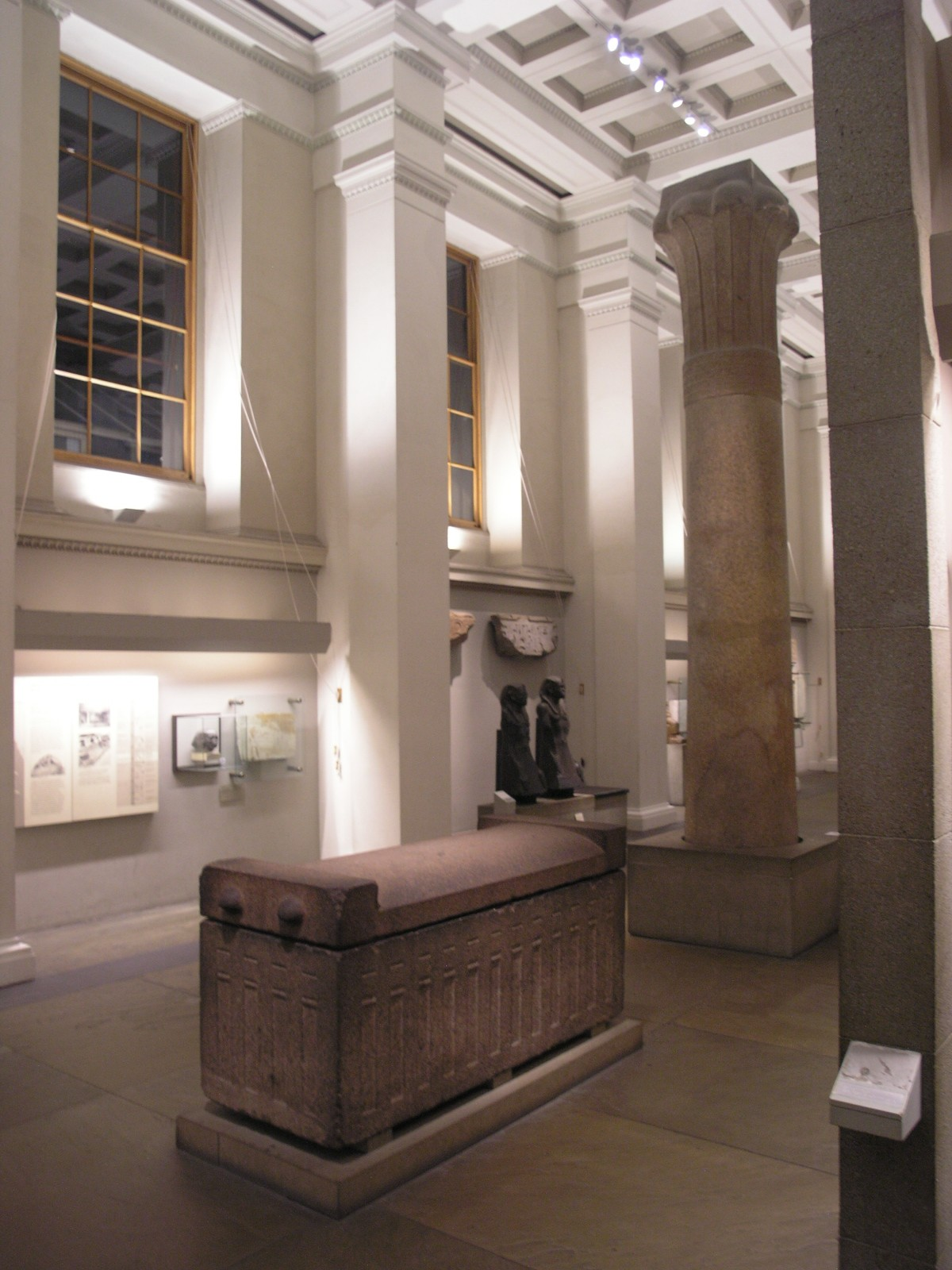
من آثار إهناسيا معروضة في المتحف البريطاني.

قام عالما الآثار إدوارد نافيل بين عامي 1892/1891 و«فلاندر بتري» في عام 1904 بإجراء حفريات فيها. وتواصلت البحوث في القرن الماضي خلال الستينيات والسبعينيات والثمانينيات، واشترك باحثون من إسبانيا في الحفريات؛ إلا أن آثار هيراكليوبولس قد تأثرت من ارتفاع المياه الجوفية فيها.

### الأساطير العقائدية
ينتسب اسمها في القديم إلى الإله حرشف؛ المتميز بالألقاب «الذي على بحره»، «ملك القطرين، باري الملكية الأول». وفي هذا الصدد كان حرشف يقترن بصورة رع-حوراختي. وطبقا للتأريخ الديموطي فكانت مدينة «نيني-نسو» تعد مكان «التسعة ملوك الذين اختارهم حرشف وعينهم».
وتوجد لوحة تصويرية في صالة الأعمدة الثانية في معبد إدفو تبين مراسم تعميد حرشف للفرعون بطليموس الرابع، حيث يُصور حرشف وهو يضع التاج على رأس الفرعون الجديد. كما ذكرت المخطوطات البطلمية الموجودة في دندرة وفي معبد إدفو أن معركة كبيرة قامت في منطقة هيراكليوبولس ماجنا بين الإلهين حورس وسث.

### المعبد

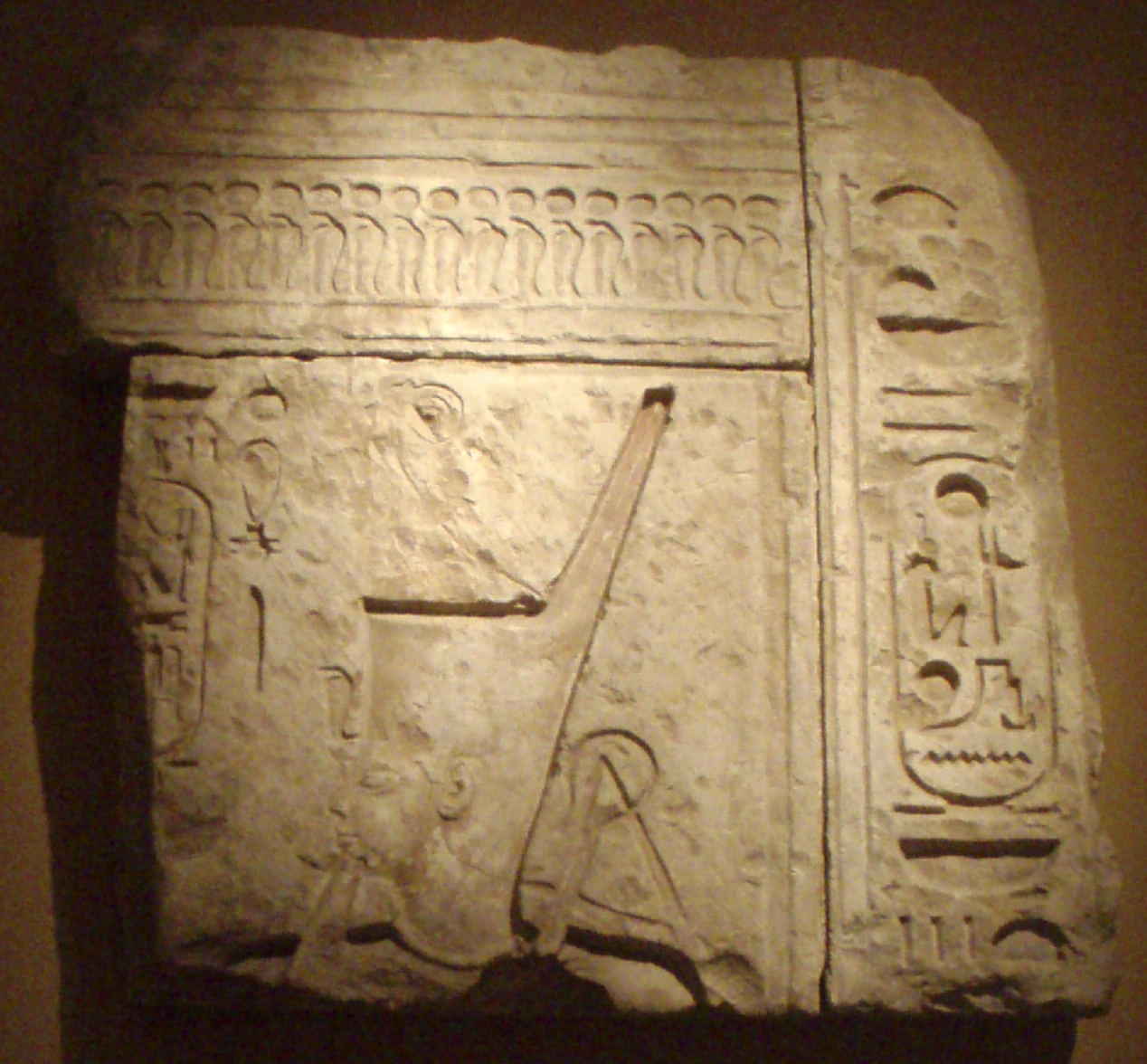
رمسيس الثاني وعلى رأسه تاج الوجه البحري الأحمر ، وقد عثر على هذه اللوحة في هيراكليوبولس ماجنا.(متحف المتروبوليتان للفنون بنيويورك)

شيد معبد حرشف الذي كان موجودا على بحر من الفرعونين أمنمحات الأول وسيسوستريس الأول من الأسرة المصرية الثانية عشرة. وكان المعبد والبحر موجودين في منطقة هيراكليوبولس ماجنا. وأقيمت توسعات للمعبد خلال الأسرة المصرية الثامنة عشرة، كما قام رمسيس الثاني بتجديدات في المعبد.
وأقام رمسيس الثاني أمام البهو الأمامي للمعبد تمثالين كبيرين له. ثم يأتي من بعدها بهو أعمدة ثنائية ذات تيجان مزينة بزينة أوراق النخيل. وصالة أعمدة أخرى تقود إلى داخل المعبد. وقد استبدلت بعض أجزاء المعبد خلال الأسرة الثالثة والعشرين، كما أجريت ترميمات على المعبد خلال فترة الحكم الإغريقية الرومانية.
خمسة كيلومترات جنوب هذا المكان عثر على مقابر تنتسب إلى سدمنت، وكانت تعد سابقا مقابر لهيركليوبولس، ولكن اتضح أنها تختص ببعض القرى المجاورة على النيل. ومع استمرار البحث والتنقيب عثر على مقابر هيراكليوبولس.

### عهد البطالمة (322–30 قبل الميلاد)
كانت مكانة إهناسيا خلال فتر حكم البطالمة (332 - 30 قبل الميلاد) لا تزال عالية كمكان للعبادة ومركز ثقافي في مصر. وحاول الحكام الإغريق إيجاد تناسق بين آلهتهم وبين آلهة قدماء المصريين، ونسبوا إله المصريين القدماء حرشف بإلاههم هرقل، ومن هنا اشتهرت إهناسيا في أوساط علماء الآثار بـ«هيراكليوبولس»، أما كلمة «ماجنا» فمعناها بالعربية «الكبيرة» أو «العظيمة».

### العهد الروماني (30 ق.م. - 390 بعد الميلاد)
عثر أيضا في منطقة إهناسيا على آثار من العهد الروماني، مما يدل على أهمية هذا البلد على مختلف العصور والعهود في القديم والحديث.